# Glenn Hoddle
Glenn Hoddle (Hayes, 27 ottobre 1957) è un ex calciatore e allenatore di calcio inglese, di ruolo mezzala.
Attualmente lavora come opinionista televisivo e commentatore per ITV Sport e BT Sport.
Ha giocato come centrocampista per il Tottenham Hotspur, Monaco, il Chelsea e lo Swindon Town e a livello internazionale per l'Inghilterra. Nel 2007, è stato inserito nella National Football Museum Hall of Fame, che lo ha citato come uno dei calciatori inglesi più dotati e creativi della sua generazione, esibendo "equilibrio sublime e controllo ravvicinato, passaggi e visione senza rivali e capacità di tiro straordinarie, entrambi dal gioco aperto e dai calci piazzati". Era anche noto per la sua intelligenza tattica e il ritmo di lavoro.
È stato allenatore dello Swindon Town (guadagnandosi la promozione in Premier League), del Chelsea (portandolo alla finale di FA Cup), del Southampton, del Tottenham Hotspur (raggiungendo una finale di League Cup) e del Wolverhampton Wanderers. Ha guidato l'Inghilterra al secondo turno della Coppa del Mondo FIFA 1998, dove ha perso contro l'Argentina ai rigori. È stato licenziato come CT dell'Inghilterra nel 1999 per un'intervista a un giornale in cui ha affermato che le persone disabili sono colpite dal karma delle vite passate. Ha affermato che le sue parole sono state "fraintese e interpretate male" e che le persone disabili hanno avuto il suo "sostegno, cura, considerazione e dedizione travolgenti".
Attualmente gestisce una scuola di calcio in Spagna chiamata Glenn Hoddle Academy.

## Biografia
Hoddle è nato il 27 ottobre 1957 ad Hayes nel Middlesex da Derek Hoddle e Teresa Roberts, subito dopo, la famiglia si è trasferita ad Harlow, nell'Essex. Ha frequentato la Burnt Mill School di Harlow.

### Vita privata
Nel 1986, mentre era in vacanza in Israele, Hoddle disse di aver avuto un'esperienza che lo portò a diventare un cristiano rinato.
Hoddle è stato sposato due volte, prima con Christine Ann Stirling (1979–1998) e successivamente con Vanessa Colburn (2000–2015). Ha tre figli con la sua prima moglie (Zara, Jamie e Zoe).
Nel 1996, suo fratello minore, l'ex calciatore Carl Hoddle, ebbe un'overdose di paracetamolo, ma si riprese. Nel marzo 2008, Carl Hoddle è morto all'età di 40 anni dopo essere crollato improvvisamente a causa di un aneurisma cerebrale. Secondo quanto riferito, Glenn Hoddle è stato "devastato" dalla morte di suo fratello.
Il 27 ottobre 2018, il giorno del suo 61º compleanno, Hoddle è stato colpito da un infarto in uno studio televisivo londinese ed è stato portato in ospedale per un intervento chirurgico al cuore d'urgenza. Il The Guardian ha riferito di essere stato vicino alla morte ed è stato salvato dalle azioni di un dipendente di BT Sport, Simon Daniels, che sapeva come usare un defibrillatore. Il 23 novembre 2018, Hoddle ha lasciato il St Bartholomew's Hospital per riprendersi a casa dopo le cure ospedaliere.
Nel marzo 2021, Hoddle si è detto "devastato" quando ha appreso la notizia che Glenn Roeder era morto all'età di 65 anni, descrivendolo come "un ragazzo adorabile e un allenatore davvero bravo". Roeder ha lavorato come allenatore sotto Hoddle durante il suo periodo come allenatore dell'Inghilterra.

## Carriera

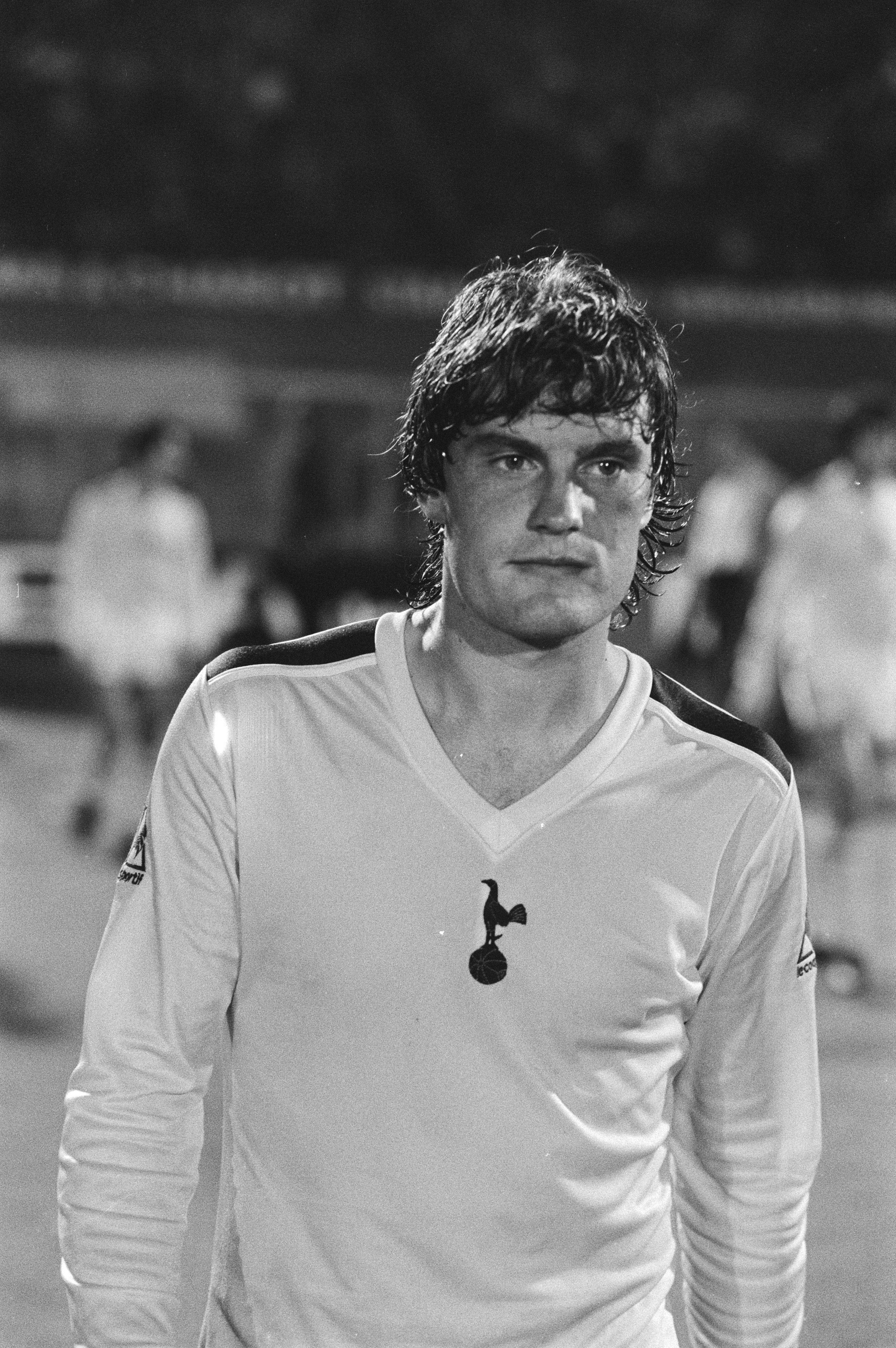
Hoddle al Tottenham nel 1981

Da calciatore vestì le maglie di Tottenham, Monaco, Swindon Town, Chelsea e Nazionale inglese. È considerato uno dei migliori centrocampisti inglesi degli anni settanta e ottanta, abile nel passaggio e nel controllo di palla.
Da allenatore ha guidato con alterni successi Swindon Town, Chelsea, Nazionale inglese, Southampton, Tottenham e Wolverhampton. All'epoca in cui era commissario tecnico della nazionale inglese, fece scalpore una sua dichiarazione secondo la quale handicap fisici dei disabili sono dovuti a punizioni per quanto commesso in vite precedenti.

## Palmarès

### Giocatore

#### Club

##### Competizioni nazionali
- Coppa d'Inghilterra: 2

Tottenham: 1980-1981, 1981-1982
- Charity Shield: 1

Tottenham: 1981
- Campionato francese: 1

Monaco: 1987-1988

##### Competizioni internazionali
- Coppa UEFA: 1

Tottenham: 1983-1984

#### Individuale
- Giovane dell'anno della PFA: 1

1979-1980

### Allenatore

#### Competizioni nazionali
- Campionato inglese di seconda divisione: 1

Swindon Town: 1992-1993

## The Masked Singer
Nel gennaio 2021, Hoddle ha preso parte come Grandfather Clock nella seconda stagione della versione britannica del Il cantante mascherato in cui è arrivato nono su dodici.